# Distriktsmästerskap
Distriktsmästerskap (DM) är sporttävlingar i Sverige där man korar distriktsmästare. Deltagare i distriktsmästerskap kommer från samma distriktsförbund, om inte distriktsmästerskapet anordnas som öppen tävling.
Distriktsmästerskap utvecklades i början av 1900-talet och kom att vara av betydelse i många sporter in på andra halvan av 1900-talet. Med serieomläggningar inom lagsport från 1970-talet och framåt, vilka medfört utökat antal serie- och cupturneringsmatcher för många lag, har distriktsmästerskapstävlingar numera där kommit att bli av allt mindre betydelse på seniorsidan, och många klubbar skickar laguppställningar som fastän de officiellt klassas som A-lag har starka drag av B- och junioruppställning, och distriktsmästerskapstävlingar är numera av betydelse främst på ungdoms- och juniorsidan.